# Junkers Jumo 211
Letecký motor Junkers Jumo 211 byl zážehový čtyřdobý invertní kapalinou chlazený přeplňovaný dvanáctiválec s válci uspořádanými do V, vybavený reduktorem. Šlo o současníka známého motoru Daimler-Benz DB 601; ten byl z větší části používán hlavně ve stíhačkách, zatímco Jumo 211 v bombardérech jako např. v He 111, Ju 87 či Ju 88.

## Historie

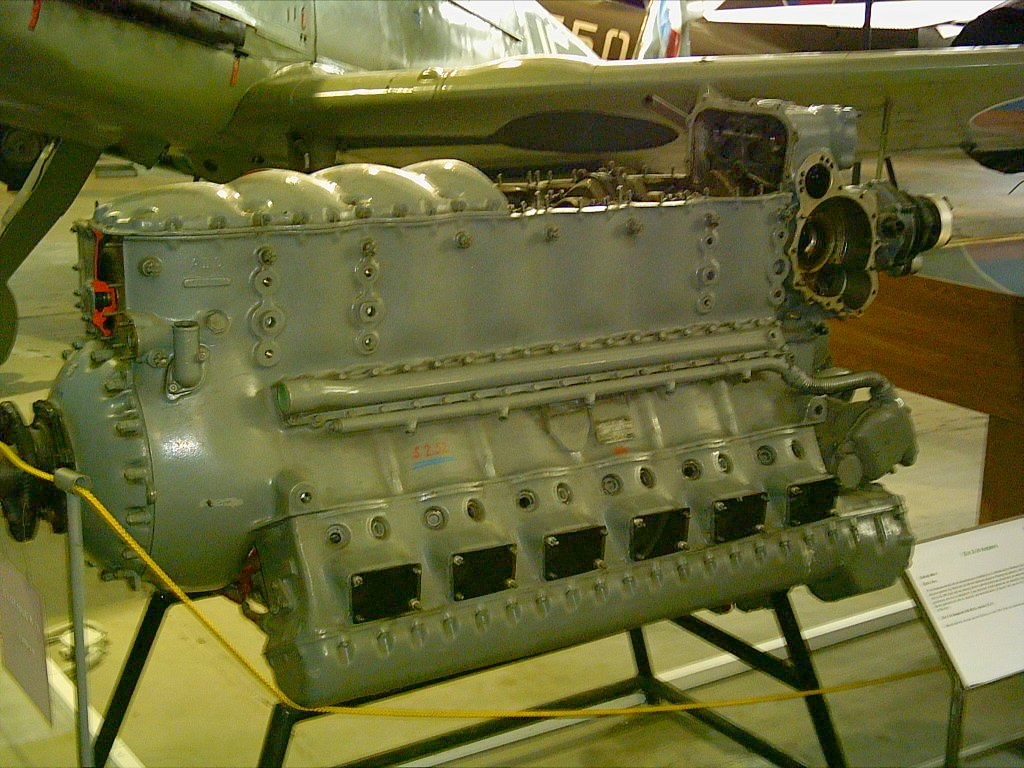
Jumo 211C v Leteckém muzeu Kbely

Tento motor vyvinul Dr. Neugebauer, když zvětšil jeho předchůdce Jumo 210. V roce 1934, ještě před dokončením testu k motoru Jumo 210, RLM vydalo požadavky na konstrukci nového motoru s výkonem alespoň 1 000 koní (735,5 kW) a hmotností okolo 500 kg. Firmy Junkers Flugzeug-und-Motorenwerke A.G. (Jumo) a Daimler-Benz odpověděly, přičemž konstruktéři Junkerse, aby dosáhli zavedení motoru před novým motorem Daimler-Benz DB 600, se rozhodli přidržet se koncepce typu Jumo 210.
Výsledný prototyp motoru Jumo 211 byl dokončen roku 1935 v továrně v Dessau a testy začaly v dubnu 1936. Omezená produkce varianty Jumo 211A o výkonu 1 100 k začala v dubnu 1937 v Dessau, v červenci, po dokončení 1 000 kusů, výroba začala v Magdeburgu. Tři modely byly, kvůli dvoustupňovému turbokompresoru, různě seřízeny (verze pro nízký a vysoký dostup). První letoun poháněný tímto motorem se objevil v listopadu.
Jumo 211 se tak stal hlavním motorem pro bombardéry; ne z malé části, protože firmy Junkers a Heinkel stavěly velké série bombardérů, které tento motor poháněl.
Vývoj motoru Jumo 211 pokračoval variantou Jumo 211B, která se objevila roku 1938, s mírně zvýšenými max. otáčkami na 2 400/min, což zvýšilo výkon na 1 200 k (883 kW). Verze 211C a 211D se lišily hlavně v reduktorové části a dalších rysech.
Hlavní zdokonalení přišlo v roce 1940, jako lepší konkurence pro motor DB 601, kdy bylo u motoru Jumo 211 použito přetlakované chlazení. Výsledná verze 211E dokázala běžet bez přehřívání i s větším nastavení výkonu a byla rychle následována verzí 211F, která měla zesílenou klikovou hřídel a zcela nový kompresor, vyvinutý u DVL, který měl vyšší mechanickou účinnost. Verze F při 2 600 ot/min a mezichladičem vybavená verze J dodaly výkon 1 340 resp. 1420 k (986 resp. 1044 kW). Další zlepšení vedly k výkonu 1 450 k u verzí 211N a 1 500 k u 211P. Pokračující vývoj motoru Jumo 211 skončil ve prospěch motoru Junkers Jumo 213.
Celková produkce sérií motorů Jumo 211 dosáhla 68 248 ks s vrcholnou výrobou 1 700 ks motorů za měsíc na podzim roku 1942.

## Varianty

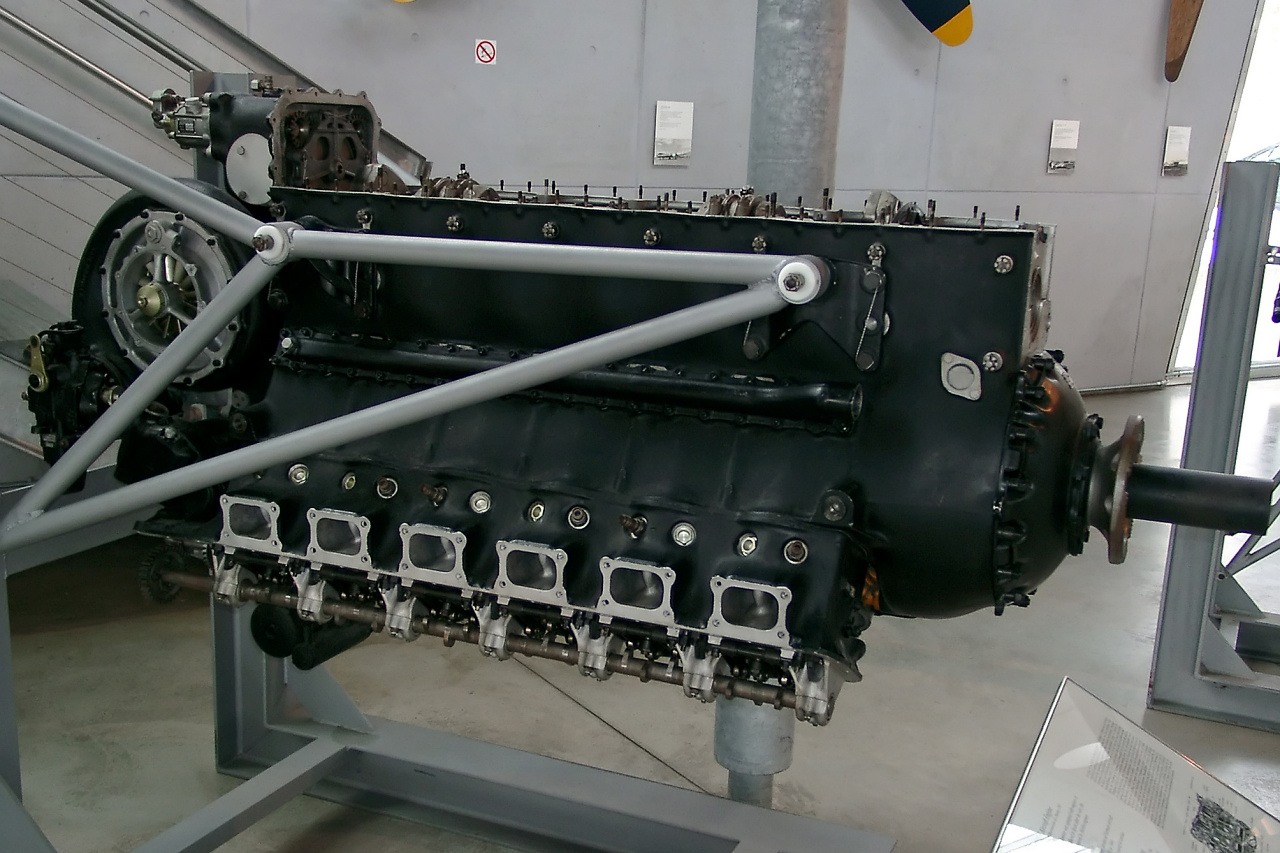
Jumo 211F

- Jumo 211 A-1
- Jumo 211 A-3
- Jumo 211 B, D
- Jumo 211 H, G
- Jumo 211 F (L, M, R)
- Jumo 211 J
- Jumo 211 N
- Jumo 211 P
- Jumo 211 Q

## Specifikace (Jumo 211F)

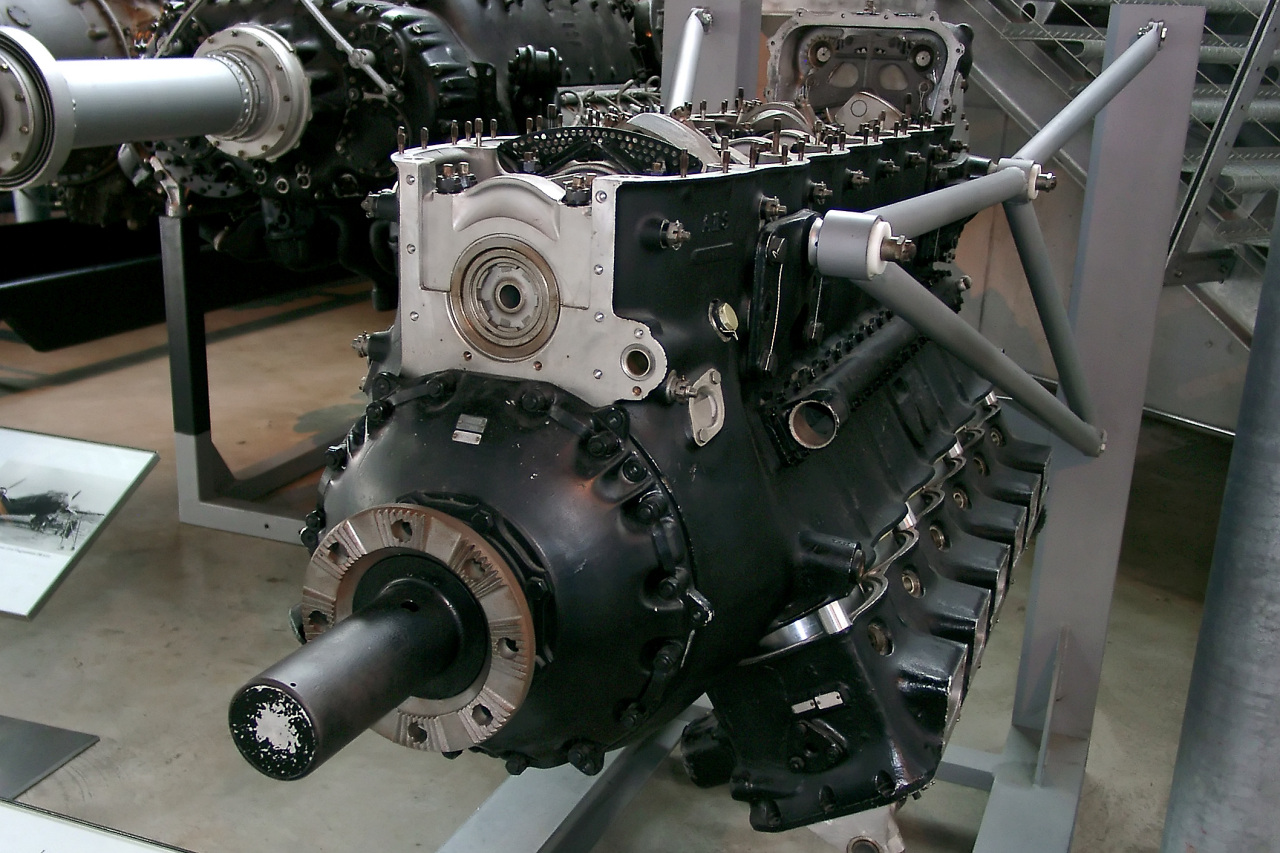
Jumo 211F

### Technické údaje
- Typ: Kapalinou chlazený, přeplňovaný, pístový, invertní, letadlový dvanáctiválec do V
- Vrtání: 150 mm
- Zdvih: 165 mm
- Zdvihový objem: 34,989 litru
- Hmotnost suchého motoru: 720 kg (Jumo 211F-2)
- Rozvod: tříventilový (se dvěma sacími a jedním výfukovým ventilem na válec), OHC
- Mazání: se suchou klikovou skříní
- Zapalování: zdvojené, magnety

### Výkony
- Max. výkon: 1 340 k (986 kW) při 2600 ot/min
- Kompresní poměr: 6,5:1
- Měrná spotřeba paliva: cca 205 g.k.h/280 g.kW.h (0,462 lb/hp/hr)